# Brent Spar

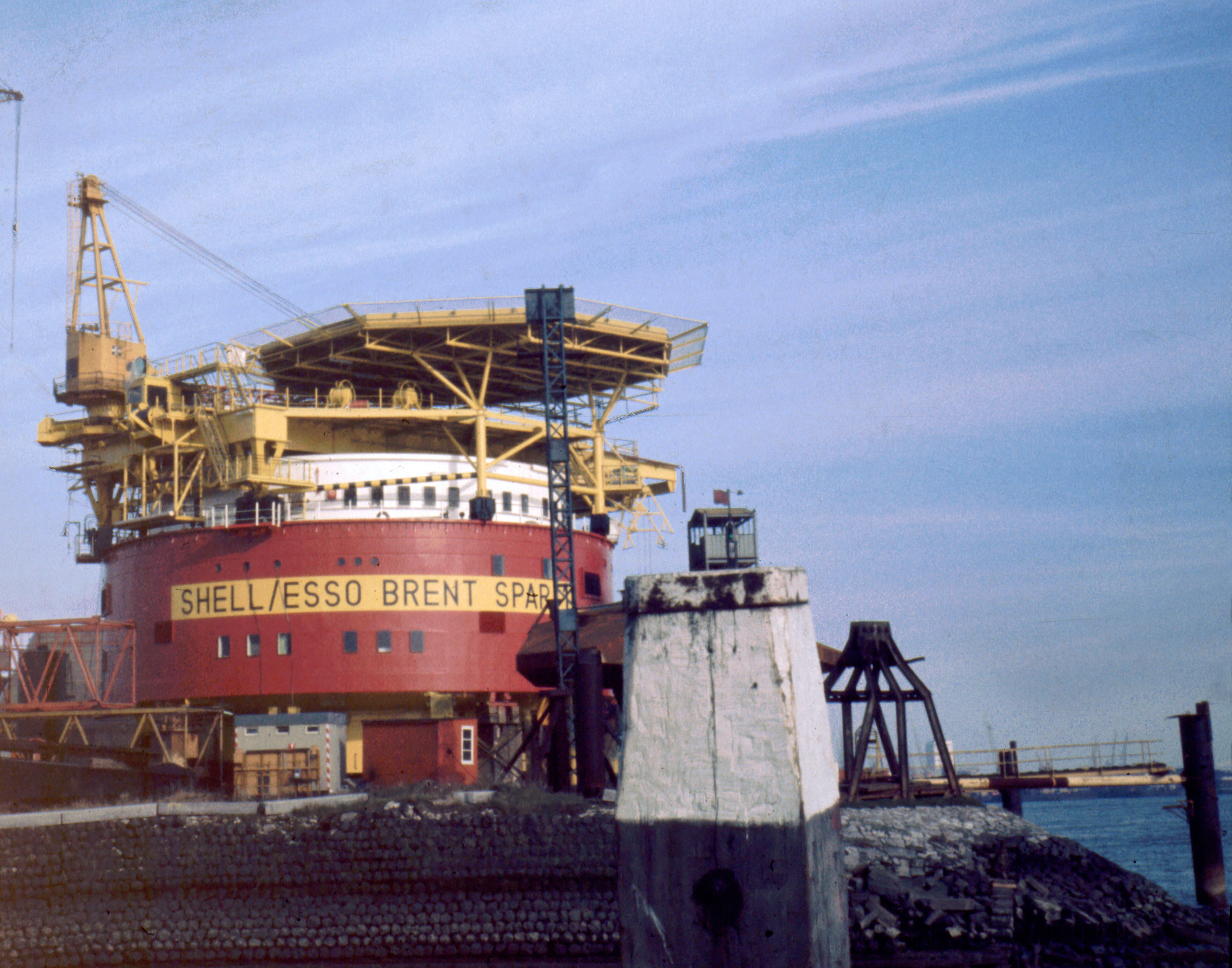
Konstrukce Brent Spar v roce 1975

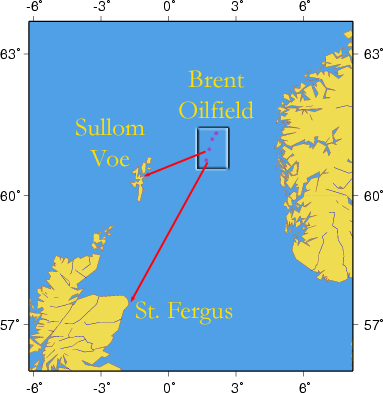
Poloha ropné plošiny Brent Spar

Brent Spar byla plovoucí ropná plošina v Severním moři, která byla provozována ropnou firmou Shell. V 90. letech 20. století se vedl spor o osud vysloužilé plošiny, který měla být původně potopena na mořské dno.
V roce 1995 zahájila mezinárodní organizace Greenpeace kampaň proti potopení plošiny, jejíž součástí byl i výsadek aktivistů přímo na plošinu. Spor o osud plošiny vedl k tomu, že komise úmluvy OSPAR vyhlásila v roce 1995 moratorium na potápění ropných plošin nebo jejich ukládání na mořské dno.
V roce 1998 ropná firma Shell ohlásila plán na odtažení plošiny do norských doků, kde byla konstrukce rozebrána a z velké části recyklována. Ve stejném roce byl také členskými státy OSPAR jednomyslně odhlasován zákaz potápění takových zařízení v Severním moři.